# Diabolo menthe (film)
Pour la boisson, voir Diabolo (boisson).
Pour les articles homonymes, voir Diabolo menthe.
Pour plus de détails, voir Fiche technique et Distribution.
Diabolo menthe est un film français réalisé par Diane Kurys et sorti en 1977. Il s'agit d'une comédie dramatique centrée sur la thématique de l'adolescence.
Il remporte le prix Louis-Delluc la même année.
Diane Kurys a réalisé plusieurs films librement inspirés par la vie de ses parents, vue par la jeune Kurys et sa sœur aînée. Parmi eux (dans l'ordre narratif) : Coup de foudre (1983) — la rencontre de ses parents ; Pour une femme (2013) — leurs premières années de mariage ; La Baule-les-Pins (1990) — leur séparation ; et Diabolo menthe (1977) — les deux sœurs et leur mère en famille monoparentale.

## Synopsis
Les vacances d'été 1963 viennent de se terminer et les deux sœurs Anne (Éléonore Klarwein) et Frédérique Weber (Odile Michel) commencent leur année scolaire dans un lycée parisien pour jeunes filles. Leurs parents, sont divorcés et elles ne voient guère leur père que pendant les vacances.
Anne a treize ans, est plutôt réservée mais est aussi très dissipée dans ses études, rêvant d'un garçon rencontré pendant les vacances. Elle vole et ment continuellement et sans scrupule à sa mère et à sa sœur. Frédérique, elle, a quinze ans et ses études ne sont pas brillantes non plus. Elle joue les adolescentes rebelles : elle a une liaison avec un garçon, qui lui écrit des lettres torrides, elle fume et milite dans un groupe de gauche, alors que la politique est interdite dans le lycée.

## Fiche technique
- Titre : Diabolo menthe
- Réalisation : Diane Kurys
- Assistants réalisateur :  Alain Le Henry, Daniel Wuhrmann, Josette Barnetche, Sonia Cauvin
- Scénario : Diane Kurys et Alain Le Henry
- Casting : Alain Le Henry
- Décors : Tony Egry et Laurent Janet
- Costumes : Thérèse Ripaud
- Photographie : Philippe Rousselot
- Montage : Joële Van Effenterre
- Musique : Yves Simon
- Arrangements : Serge Perathoner
- Son : Bernard Aubouy
- Production : Les films de l'Alma (Serge Laski) et Alexandre Films (Diane Kurys et Alexandre Arcady)
- Pays de production :  France
- Langue : français
- Format : 35 mm - 1,85:1 - Mono
- Procédé : couleur
- Genre : comédie dramatique
- Durée : 100 minutes
- Date de sortie :
  - France : 14 décembre 1977
- Affiche de film : Floc'h

## Distribution
- Éléonore Klarwein : Anne Weber
- Odile Michel : Frédérique Weber
- Anouk Ferjac : Mme Weber
- Michel Puterflam : M. Weber
- Yves Rénier : Philippe, l'amant de Mme Weber
- Robert Rimbaud : M. Cazeau
- Marie-Véronique Maurin : Muriel Cazeau, la copine fugueuse de Frédérique
- Corinne Dacla : Pascale
- Coralie Clément : Perrine
- Valérie Stano : Martine Dubreuil
- Anne Guillard : Sylvie Le Garrec
- Véronique Vernon : Évelyne Delcroix
- Dora Doll : la professeure de gymnastique
- Françoise Bertin : la professeure de français
- Jacqueline Doyen : Mlle Petitbon
- Tsilla Chelton : la surveillante générale
- Nadine Alari : Mme le censeur, la principale-adjointe
- Marthe Villalonga : la professeure d'anglais
- Dominique Lavanant : la professeure de mathématiques
- Denise Péron : la professeure de dessin
- Arlette Bonnard : la professeure d'histoire
- Jacques Rispal : le concierge du lycée
- Frédérique Meininger : la professeure de sciences naturelles
- Marie-Aude Echelard : la professeure de physique-chimie
- Thérèse Quentin : Mlle Dumas
- Francine Olivier : Mlle Ruffier
- Julia Dancourt : Mme Jacquet
- Jean-Claude de Goros : M. Jacquet
- Chris Etchevery : Stéphane
- Darius Depoléon : Marc
- Yannick Laski : Xavier
- Vincent Devés : Patrick
- Claude Confortès : le confectionneur voyeur
- Jacqueline Jeanne : Véronique
- Isabelle Zeitoune : Monique Martinez
- Jacques Levavasseur : le pervers à l'imperméable

## Production

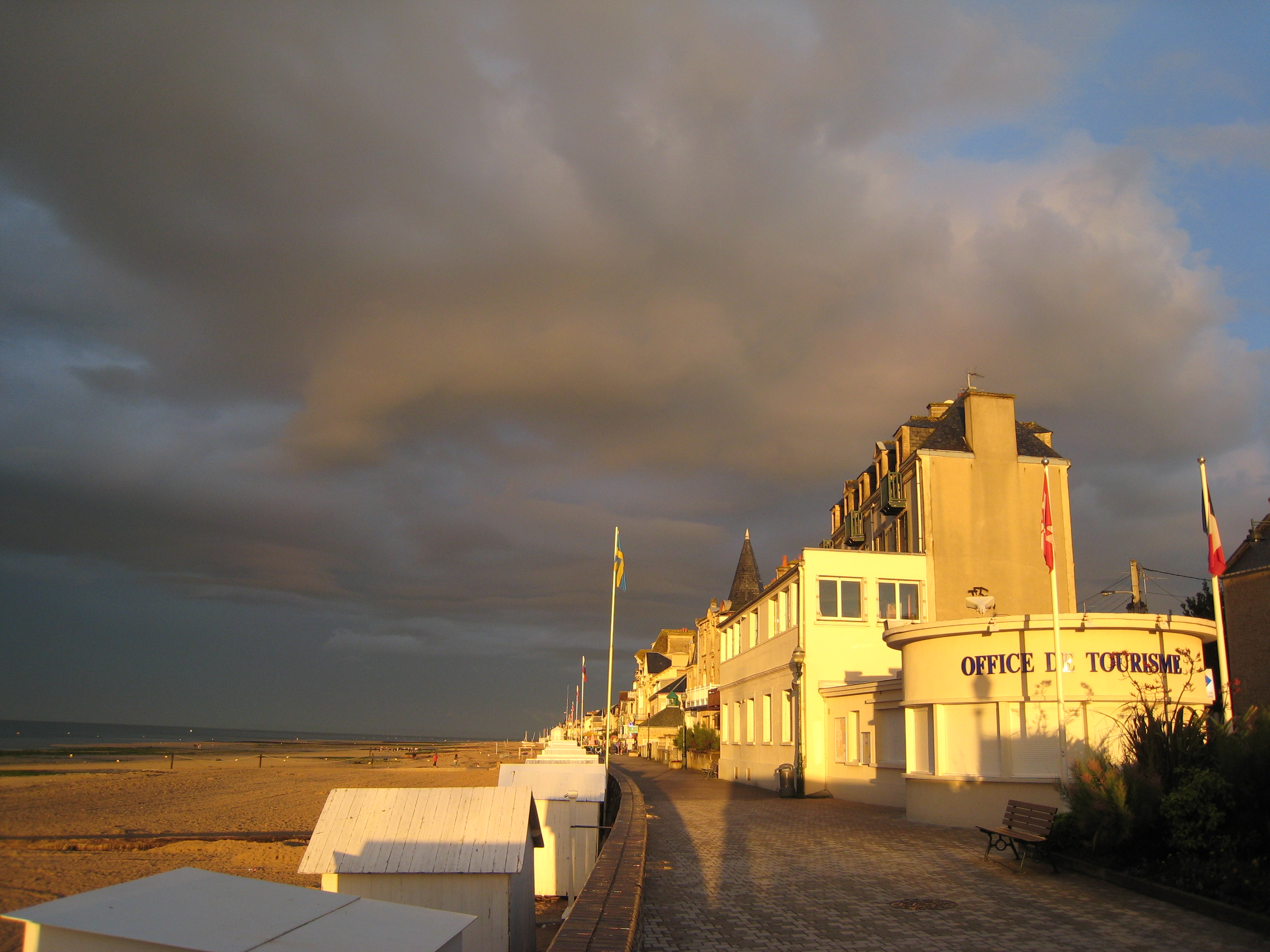
La plage de Saint-Aubin-sur-Mer (Calvados), où sont tournées la première scène et la scène finale.

Premier long métrage de Diane Kurys, le film est en grande partie autobiographique.

### Genèse
Diabolo Menthe est d'abord une ébauche de roman, devenu un scénario. La réalisatrice Diane Kurys confie : « J'ai fait Diabolo pour me venger de ma mère et de ma sœur aînée. Elles étaient dures avec moi quand j'étais petite. Même en lui dédiant le film, je n'ai pu m'empêcher d'envoyer une pique à Nadia [sa sœur] en inscrivant à l’écran : “À ma sœur, qui m'a toujours pas rendu mon pull-over orange (sic)…” », bien que ce pull n'ait jamais existé. Elle commence à écrire son histoire en 1976 et, sur les conseils d'Alexandre Arcady, son compagnon à cette époque, le transforme en scénario, se basant sur ses propres souvenirs de jeunesse, ayant fréquenté le lycée Jules-Ferry, eu une professeure de mathématiques apeurée par ses élèves et une autre, sadique, éléments qui apparaissent dans le film. Mais si, dans le long métrage, c'est la sœur de l'héroïne qui joue dans la pièce de théâtre de fin d'année, dans la réalité, c'est Diane Kurys qui tint ce rôle, l'amenant à écrire sur un papier (qu'elle cacha mais qui fut découvert par Nadia) qu'elle voulait devenir célèbre.
La réalisation du film coûte 2,4 millions de francs. Inconnue, Diane Kurys part en quête d'un financement. Un tiers du budget est couvert par une avance sur recettes du CNC. Le premier jet du script, intitulé T'occupe pas du chapeau de la gamine, laisse flotter les rubans, est rejeté. Le second, titré Histoire de petites filles et présenté quelques semaines plus tard, est accepté. Gaumont s'engage à distribuer le film et à en financer un deuxième tiers. L'imprimeur Serge Laski paie le dernier.
Diane Kurys se rend au festival de Cannes. Elle y recrute son équipe de tournage parmi d'anciens camarades comédiens. Éléonore Klarwein, l'actrice principale, est âgée de 13 ans et n'a jamais tourné. Elle est recrutée au dernier moment mais la réalisatrice sent qu'elle ne se trompe pas : « Elle entre dans mon bureau et c'est une évidence. Je ne lui fais même pas jouer une scène. Elle a le rôle. »

### Tournage
Le tournage débute le 1er août 1977. Les jeunes actrices sont peu disciplinées. Le travail du preneur de son est compliqué par la voix d'Éléonore Klarwein, qui déclare que trois scènes l'ont déstabilisée : « D'abord, celle où j'ai mes règles, parce que je ne les ai pas dans la réalité et parce que ça touche à l'intime. Ensuite, celle où je prends un bain avec ma sœur qui me met ses doigts de pied dans la bouche. Dégoûtant. En plus, je suis topless dans la baignoire et ça me gêne. Enfin celle où ma sœur me fait tomber d'un canapé : là, je me fais mal. »
En cours de tournage, le titre du film passe d’Histoire de petites filles à Diabolo menthe, qui ne convainc tout d'abord personne. Pour le justifier, on ajoute la séquence du café, où, malgré une journée froide, les jeunes héroïnes commandent un diabolo-menthe. Le tournage prend fin le 27 septembre.
Les scènes scolaires sont filmées au lycée Jules-Ferry, à Paris 9e, que Diane Kurys a fréquenté durant son adolescence. L'immeuble où vivent les sœurs Weber (aujourd'hui détruit) se situait au 7 rue des Cloÿs, dans le 18e arrondissement de Paris ; d'autres scènes sont tournées dans les 8e, 9e, 15e et 18e arrondissements. La gare des Coteaux, et le garage où a lieu la boum, sont situées à Saint-Cloud (Hauts-de-Seine). Une scène est tournée au musée national de Port-Royal des Champs à Magny-les-Hameaux (Yvelines). On reconnaît en effet, les portraits des religieuses, les boiseries de la bibliothèque ainsi que les cent marches qui se trouvent dans le parc de l'établissement. Les scènes de vacances se déroulent à Saint-Aubin-sur-Mer (Calvados).

### Promotion et sortie
La société Gaumont insiste pour que Diabolo menthe sorte le 14 décembre : aucun film majeur n'occupe alors les écrans et les fêtes de Noël approchent, propices aux séances de cinéma. Réalisée par l'illustrateur de bande dessinée Floc'h, l'affiche détonne par rapport aux productions contemporaines. On y lit : « En 1963, que faisiez-vous ? Frédérique avait 15 ans, Anne 13… » (idée empruntée à l'affiche du film American Graffiti : “Where were you in '62 ?”).
Diabolo menthe sort dans une dizaine de salles à Paris et une trentaine en province. Bien que personne ne l'ait pressenti, il connaît le succès (70 000 entrées dans la capitale la première semaine et le double la semaine suivante). Finalement, il enregistre trois millions d'entrées.
Le film est un des triomphes du box office des années 1970 avec 3 millions d'entées (prix Louis-Delluc au Festival de Cannes 1977), à l'image du succès emblématique du film La Boum de 1980, de Claude Pinoteau, sur le thème de la vie d'adolescente des années 1980 de Vic (jouée par Sophie Marceau).

### Chanson
La chanson-titre Diabolo menthe est écrite, composée et interprétée par Yves Simon. Il en trouve l'inspiration à la lecture d'une lettre d'amour, écrite sur une feuille de classeur, que lui avait envoyé une adolescente (Corinne Dacla, qui joue un second rôle dans le film). Le morceau, composé et écrit en deux heures, avant un concert à Sarrebrück, connaît un grand succès après la sortie du film, entraînant l'édition d'un 45 tours. Sur la première édition, c'est le chanteur qui figure sur la pochette car c'est la seule personnalité connue ; pour les rééditions, vu le succès du long métrage, l'affiche du film due à Floc'h, remplace la photo du chanteur. Sur celle-ci on reconnait Anne en conversation avec ses deux copines Martine et Sylvie.

### Humour
Plusieurs traits d'humour — visant principalement le personnel enseignant — ponctuent le film :
- l'ignorance de la surveillante générale (Tsilla Chelton), qui prend la ville d'Oran pour une école privée ;
- l'accent très approximatif de la professeure d'anglais (Marthe Villalonga) ;
- la réponse en chœur « Du boudin ! » à la question de la professeure de sciences naturelles, qui demande à ses élèves ce qu'on fait avec le kaolin, en espérant s'entendre dire « Du talc » ;
- l'absence de souplesse de la professeure de gymnastique, immobilisée par un bâton qui lui entrave les deux bras ;
- l'indignation de la professeure précitée, qui chasse les curieux observant ses élèves en exercice, au prétexte qu'ils sont des voyeurs ;
- l'incapacité de la même professeure à utiliser correctement un chronomètre pendant une séance d'athlétisme ;
- la relation (qu'on devine fictive) par Sylvie (Anne Guillard) d'une première expérience amoureuse, où un garçon lit Spirou à côté d'elle après son déshabillage ;
- son affirmation selon laquelle un pénis en érection peut atteindre deux mètres ;
- les ridicules socquettes jaunes de la professeure de français ;
- son dialogue en latin avec un ecclésiastique, durant la visite du musée de Port-Royal ;
- la somnolence de la professeure de dessin au spectacle de fin d'année ;
- le couple mal assorti formé par la professeure de gymnastique et son cavalier, un homme âgé nettement plus petit qu'elle, pendant le bal final…

## Autour du film
Le film évoque plusieurs événements politiques ou culturels qui l'ancrent dans la première moitié des années 1960 :
- plusieurs graffitis à teneur politique :
  - « Union pour la nouvelle République », parti fondé par Charles de Gaulle en 1958,
  - « OAS = SS »,
  - « Non à la bombe A », le général de Gaulle lançant alors la force de dissuasion nucléaire française[6],
  - « Solidarité Decazeville », en référence à une grève menée par les mineurs de décembre 1961 à février 1962[7] ;
- une enfant rapatriée d'Oran, isolée et en pleurs le jour de la rentrée car inscrite dans aucune classe ;
- la chanson Il revient chantée par Sylvie Vartan, sortie en 1963 ;
- le film La Grande Évasion de John Sturges, sorti en 1963.
- la rumeur d'Orléans qui prétend que des jeunes femmes sont enlevées dans des cabines d'essayage pour être réduites en esclavage à l'étranger.
- l'évocation de l'attirance homosexuelle exprimée par le long regard silencieux de Pascale à Frédérique, en marge de la visite du musée[8].

Certains éléments permettent une datation plus précise. Les obsèques d'Édith Piaf et l'assassinat de John Fitzgerald Kennedy, relatés à la radio, ont lieu à l'automne 1963 : l'action se déroule donc durant l'année scolaire 1963-1964. De ce fait, des événements présentent un anachronisme : l'affaire de Charonne, que la professeure d'histoire évoque en classe, au premier semestre 1964, en disant à ses élèves qu’elle a eu lieu « l’année dernière, en février... », s'est en fait déroulée, non pas un an, mais deux ans plus tôt, en février 1962 ; la hausse du prix du timbre-poste de 25 à 30 centimes, annoncée à la radio, n'interviendra qu'en 1965. Anne annonce l'assassinat de Kennedy qui eut lieu le 22 novembre 1963 ; or cinq plans du film plus tard, sa sœur Frédérique rédige une lettre datée du 11 novembre 1963, donc avant l'assassinat du président américain.

## Distinction
- Prix Louis-Delluc 1977[1].

## Postérité
Le film qui a su présenter avec justesse l'adolescence féminine de la génération du baby-boom, et l'incompréhension avec la génération précédente, demeure un témoignage précieux de la jeunesse des années 1960.
Grâce à la télévision, le succès de ce film générationnel se poursuit. FR3 le diffuse une première fois le 11 février 1981, alors que la télévision ne compte que trois chaînes. De multiples rediffusions suivent, sur TF1, France 2, Arte, M6 ou Gulli. En 2008 sort une version DVD avec des bonus. En 2017, la distributrice Sophie Dulac le ressort dans une quinzaine de salles en France. Évoquant ce succès, Diane Kurys déclare : « C’est un film d'époque. Et ça, ça vieillit toujours mieux. Et puis c'est un film sur l'adolescence. Ça parle à tout le monde. »
En 2022, Diane Kurys publie, avec l'illustratrice Cathy Karsenty, une bande-dessinée (roman graphique), sur la base du scénario du film.